# Großer Literaturpreis der Bayerischen Akademie der Schönen Künste
Der Große Literaturpreis der Bayerischen Akademie der Schönen Künste wird seit 1986 von der Bayerischen Akademie der Schönen Künste für das bedeutende Gesamtwerk eines Schriftstellers vergeben. Der Preis ist mit 15.000 Euro dotiert. 2008 wurde die Auszeichnung unter dem neuen Namen Thomas-Mann-Literaturpreis der Bayerischen Akademie der Schönen Künste verliehen.
2009 einigten sich die Deutsche Thomas Mann-Gesellschaft in Lübeck und die Bayerische Akademie der Schönen Künste darauf, in Zukunft einen gemeinsamen Thomas-Mann-Preis zu verleihen. Unter dem Namen Thomas-Mann-Preis der Hansestadt Lübeck und der Bayerischen Akademie der Schönen Künste wird der Preis jährlich, abwechselnd in Lübeck und München verliehen.

## Hintergrund
Der Große Literaturpreis ist der Nachfolger des Literaturpreises, der von 1950 bis 1985 verliehen wurde. Die Preisträger des Großen Literaturpreises und nun des Thomas-Mann-Literaturpreises werden von einer unabhängigen Jury ausgewählt, die alle drei Jahre neu gewählt wird. Sie besteht aus drei Mitgliedern der Akademie und zwei Außenstehenden aus dem universitären Bereich oder freien literarischen Leben (Schriftsteller, Literaturwissenschaftler und -kritiker).
In Verbindung mit dem Großen Literaturpreis wird die Wilhelm-Hausenstein-Ehrung für Verdienste um kulturelle Vermittlung verliehen. Sie ist mit 5.000 Euro dotiert und ersetzt die literarische Ehrengabe, die in den Jahren 1952 bis 1985 vergeben wurde.

## Preisträger des (Großen) Literaturpreises
- 1950 Friedrich Georg Jünger
- 1951 Günter Eich
- 1953 Marieluise Fleißer
- 1955 Gerd Gaiser und Martha Saalfeld
- 1957 Alfred Döblin
- 1959 Agnes Miegel
- 1960 Otto Flake
- 1961 Ilse Aichinger und Joachim Maass
- 1962 Martin Kessel
- 1963 Horst Lange
- 1964 Heimito von Doderer
- 1965 Wolfgang Koeppen
- 1966 Werner Kraft
- 1967 Franz Tumler
- 1968 Elisabeth Schnack
- 1969 Elias Canetti
- 1970 Hans Paeschke und Rudolf Hartung
- 1971 Manès Sperber
- 1972 Jean Améry
- 1973 Reiner Kunze
- 1974 Gershom Scholem
- 1975 Alfred Andersch
- 1976 Hans Wollschläger
- 1977 Dolf Sternberger
- 1978 Günther Anders
- 1980 Jürgen Becker
- 1981 Botho Strauß
- 1982 Wolfgang Hildesheimer
- 1983 Tankred Dorst
- 1984 Rose Ausländer
- 1985 Karl Krolow
- 1986 Hans Werner Richter, erstmals Großer Literaturpreis
- 1987 Hans Magnus Enzensberger
- 1988 Hilde Spiel
- 1989 Dieter Kühn
- 1990 Martin Walser
- 1991 Ilse Aichinger
- 1992 Christoph Ransmayr
- 1993 Günter de Bruyn
- 1994 Günter Grass
- 1995 Walter Helmut Fritz
- 1996 Friederike Mayröcker
- 1997 Paul Wühr
- 1998 Wilhelm Genazino
- 1999 Peter Kurzeck
- 2000 Anne Duden
- 2001 Uwe Timm
- 2002 Urs Widmer
- 2003 Ror Wolf
- 2004 Michael Krüger
- 2005 Karl Heinz Bohrer
- 2006 Martin Mosebach
- 2007 Hans Joachim Schädlich

## Preisträger Thomas-Mann-Literaturpreis
- 2008 Peter Handke (Stiftung der Preissumme zurück an die Akademie)